# Arțar american
Arțarul american (Acer negundo) sau arțarul-de-cenușă este un arbore de dimensiuni mari, cu creștere rapidă, originar din centrul și estul Statelor Unite. Aparține familiei Aceraceae.
Are frunzele compuse (neobișnuit pentru arțari), alcătuite din trei, cinci sau șapte foliole cu zimți neregulați. Produce un fruct uscat cu aripioare (samara) care conține sămânța.
Coloniștii zonelor de prerie din Statele Unite ale Americii îl preferau datorită rezistenței sale la secetă. Din arțarul-american se poate obține sirop de arțar și zahăr de arțar. Lemnul se folosește în fabricarea mobilei, a celulozei și a cărbunelui.
Este o specie periculoasă invazivă, care poate îndepărta speciile native din comunitățile de plante naturale și cultivate într-o perioadă scurtă de timp.

## Imagini

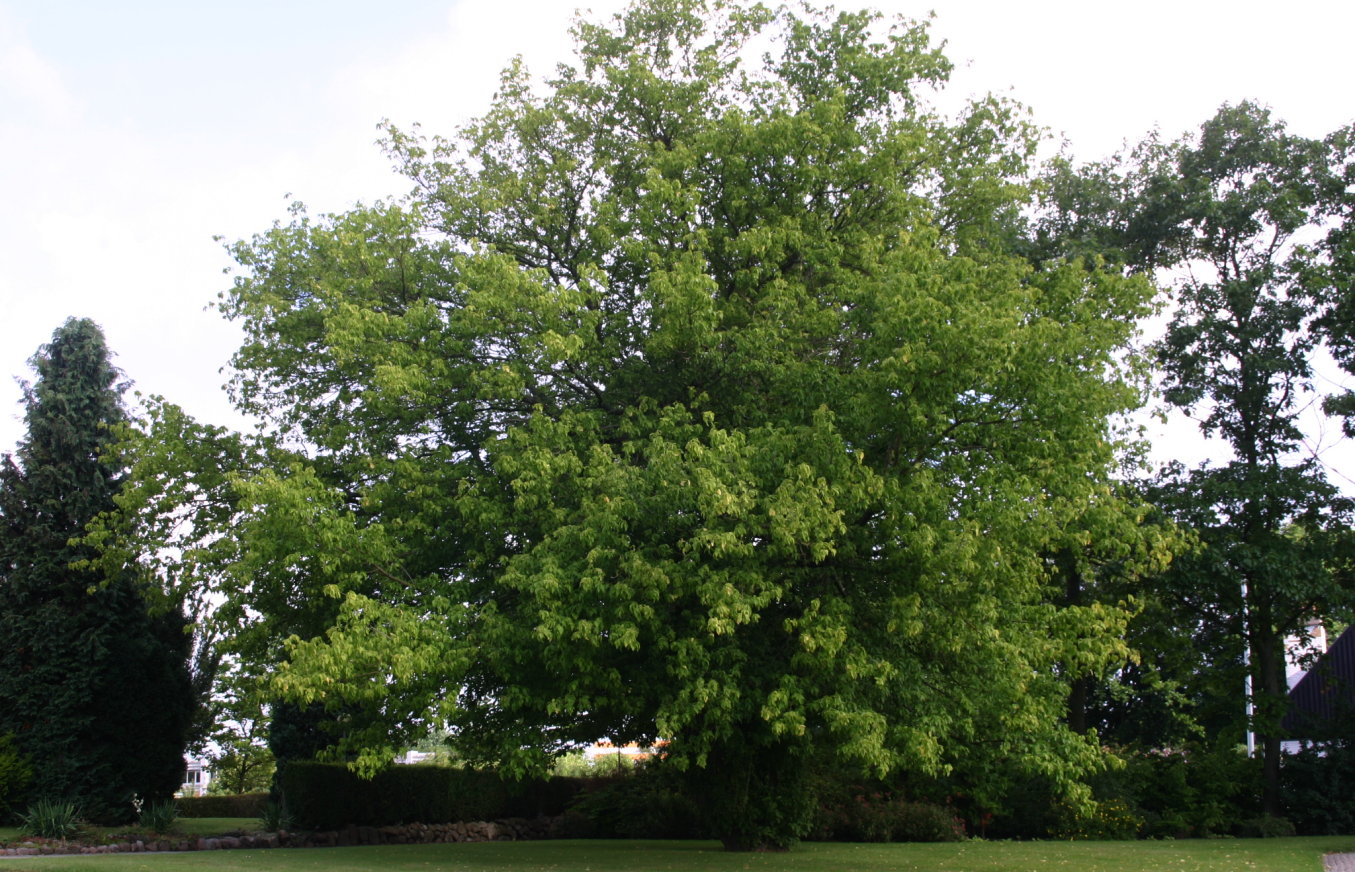
Arţar-american
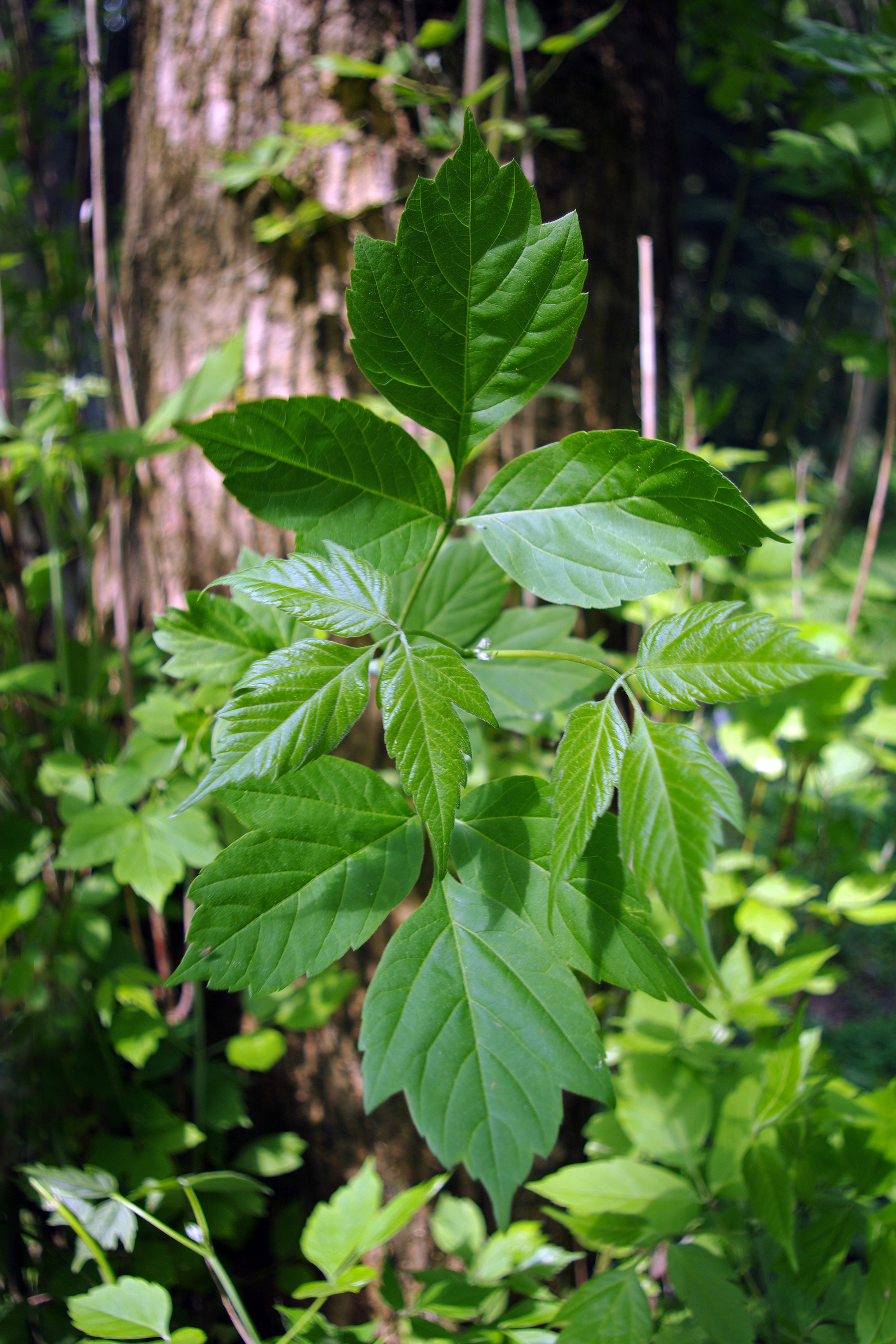
Frunzele
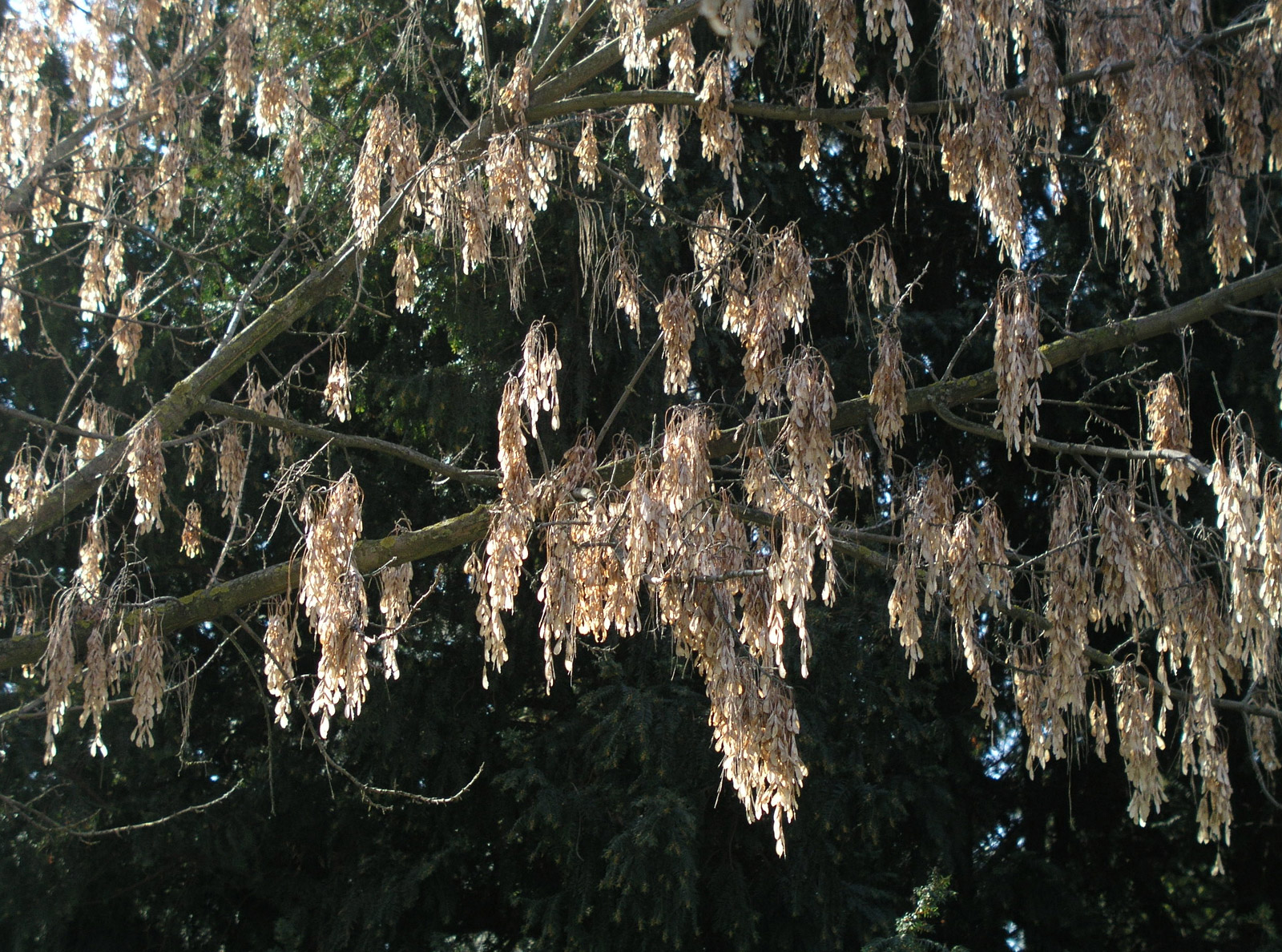
Fructele